# Raión de Kozelschyna
Kozélshchyna (en ucraniano: Козельщинський район) fue un raión o distrito de Ucrania en el óblast de Poltava. En la reforma territorial de 2020, su territorio fue incluido en el raión de Kremenchuk.
Comprendía una superficie de 900 km².
La capital era el asentamiento de tipo urbano de Kozélshchyna.

## Demografía
Según estimación 2010 contaba con una población total de 20815 habitantes.

## Otros datos
El código KOATUU es 5322000000. El código postal 39100 y el prefijo telefónico +380 5342.